# Hochei pe gheață la Jocurile Olimpice de iarnă din 1968

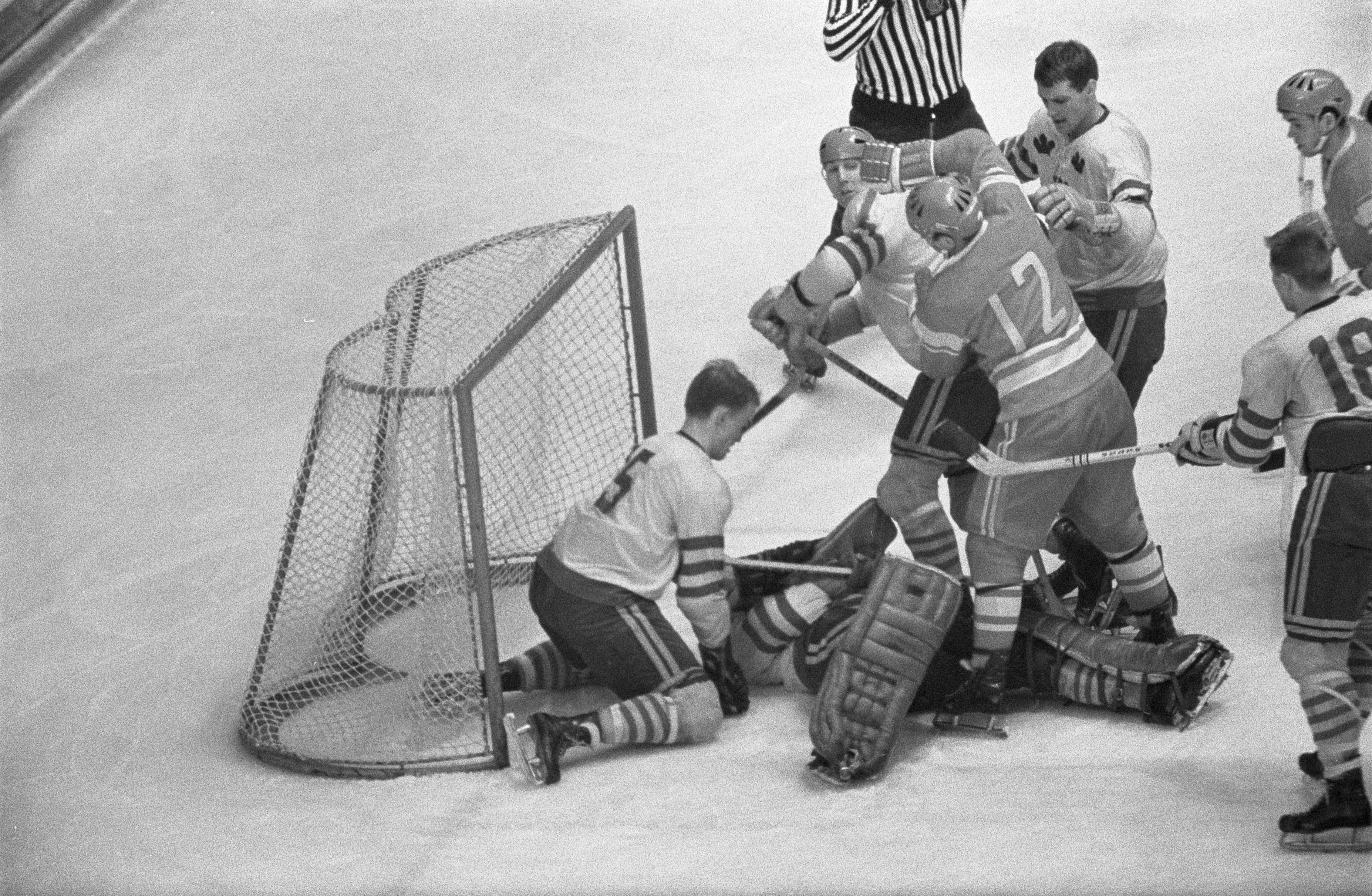
URSS-Suedia

Competiția de hochei pe gheață la Jocurile Olimpice de iarnă din 1968 s-a desfășurat în perioada 4 - 17 februarie 1968 la Grenoble, Franța, în două locuri: la Patinoarul Municipal și la Stadionul de Gheață.

## Sumar medalii

### Clasament pe țări
| Loc   | Țară                    | Aur | Argint | Bronz | Total |
| ----- | ----------------------- | --- | ------ | ----- | ----- |
| 1     | Uniunea Sovietică (URS) | 1   | 0      | 0     | 1     |
| 2     | Cehoslovacia (TCH)      | 0   | 1      | 0     | 1     |
| 3     | Canada (CAN)            | 0   | 0      | 1     | 1     |
| Total | Total                   | 1   | 1      | 1     | 3     |

### Medaliați
| Turneu   | Aur | Argint | Bronz |
| Masculin | Uniunea Sovietică (URS) · Veniamin Alexandrov · Viktor Blinov · Vitali Davîdov · Anatoli Firsof · Anatoli Ionov · Viktor Konovalenko · Viktor Kuzkin · Boris Maiorov · Evgheni Mișakov · Iuri Moiseev · Viktor Polupanov · Alexander Ragulin · Igor Romișevski · Oleg Saițev · Evgheni Simin · Viktor Singer · Veaceslav Starșinov · Vladimir Wikulov | Cehoslovacia (TCH) · Josef Černý · Vladimír Dzurilla · Jozef Golonka · Jan Havel · Petr Hejma · Jiří Holík · Josef Horešovský · Jan Hrbatý · Jaroslav Jiřík · Jan Klapáč · Jiří Kochta · Oldřich Macháč · Karel Masopust · Vladimír Nadrchal · Václav Nedomanský · František Pospíšil · František Ševčík · Jan Suchý | Canada (CAN) · Roger Bourbonnais · Kenneth Broderick · Ray Cadieux · Paul Conlin · Gary Dineen · Brian Glennie · Ted Hargreaves · Fran Huck · Marshall Johnston · Barry MacKenzie · Bill MacMillan · Steve Monteith · Morris Mott · Terry O’Malley · Danny O’Shea · Gerry Pinder · Herb Pinder · Wayne Stephenson |

## Turneul

### Faza preliminară
| 4 februarie 1968 | Germania de Est  | – | Norvegia   | 3-1  | (2-1, 1-0, 0-0) |
|                  | Germania de Vest | – | România    | 7-0  | (1-0, 3-0, 3-0) |
|                  | Finlanda         | – | Iugoslavia | 11-2 | (3-0, 6-0, 2-2) |

### Locurile 9-14
| 7 februarie 1968  | Iugoslavia | – | Japonia    | 5-1  | (2-0, 0-0, 3-1) |
|                   | România    | – | Austria    | 3-2  | (2-1, 1-1, 0-0) |
| 8 februarie 1968  | Franța     | – | Norvegia   | 1-4  | (1-1, 0-2, 0-1) |
| 9 februarie 1968  | Franța     | – | România    | 3-7  | (0-2, 0-2, 3-3) |
|                   | Iugoslavia | – | Austria    | 6-0  | (2-0, 2-0, 2-0) |
| 10 februarie 1968 | Norvegia   | – | Japonia    | 0-4  | (0-2, 0-2, 0-0) |
| 11 februarie 1968 | Franța     | – | Austria    | 2-5  | (0-1, 2-3, 0-1) |
| 12 februarie 1968 | România    | – | Japonia    | 4-5  | (0-3, 3-1, 1-1) |
|                   | Norvegia   | – | Austria    | 5-4  | (3-1, 2-1, 0-2) |
| 13 februarie 1968 | Franța     | – | Iugoslavia | 1-10 | (0-6, 0-1, 1-3) |
| 14 februarie 1968 | Norvegia   | – | România    | 4-3  | (2-2, 1-1, 1-0) |
| 15 februarie 1968 | Japonia    | – | Austria    | 11-1 | (1-0, 6-0, 4-1) |
| 16 februarie 1968 | Iugoslavia | – | România    | 9-5  | (5-3, 1-1, 3-1) |
| 17 februarie 1968 | Franța     | – | Japonia    | 2-6  | (0-0, 0-4, 2-2) |
|                   | Norvegia   | – | Iugoslavia | 2-3  | (1-1, 0-0, 1-2) |

| Loc | Echipa     | M | V | E | Î | GM | GP | DG  | Pct |
| --- | ---------- | - | - | - | - | -- | -- | --- | --- |
| 1   | Iugoslavia | 5 | 5 | 0 | 0 | 33 | 9  | +24 | 10  |
| 2   | Japonia    | 5 | 4 | 0 | 1 | 27 | 12 | +15 | 8   |
| 3   | Norvegia   | 5 | 3 | 0 | 2 | 15 | 15 | ±0  | 6   |
| 4   | România    | 5 | 2 | 0 | 3 | 22 | 23 | −01 | 4   |
| 5   | Austria    | 5 | 1 | 0 | 4 | 12 | 27 | −15 | 2   |
| 6   | Franța     | 5 | 0 | 0 | 5 | 9  | 32 | −23 | 0   |

### Runda finală
| 6 februarie 1968  | Cehoslovacia    | – | SUA              | 5-1  | (1-1, 2-0, 2-0) |
|                   | URSS            | – | Finlanda         | 8-0  | (3-0, 2-0, 3-0) |
|                   | Canada          | – | Germania de Vest | 6-1  | (0-0, 4-1, 2-0) |
| 7 februarie 1968  | Suedia          | – | SUA              | 4-3  | (0-0, 4-2, 0-1) |
|                   | URSS            | – | Germania de Est  | 9-0  | (4-0, 2-0, 3-0) |
| 8 februarie 1968  | Cehoslovacia    | – | Germania de Vest | 5-1  | (1-0, 2-0, 2-1) |
|                   | Canada          | – | Finlanda         | 2-5  | (1-2, 0-1, 1-2) |
| 9 februarie 1968  | Suedia          | – | Germania de Vest | 5-4  | (4-3, 0-0, 1-1) |
|                   | Canada          | – | Germania de Est  | 11-0 | (4-0, 4-0, 3-0) |
|                   | URSS            | – | SUA              | 10-2 | (6-0, 4-2, 0-0) |
| 10 februarie 1968 | Cehoslovacia    | – | Finlanda         | 4-3  | (0-1,3-0,1-2)   |
|                   | Suedia          | – | Germania de Est  | 5-2  | (1-0, 2-1, 2-1) |
| 11 februarie 1968 | Canada          | – | SUA              | 3-2  | (1-2, 0-0, 2-0) |
|                   | URSS            | – | Germania de Vest | 9-1  | (4-1, 4-0, 1-0) |
| 12 februarie 1968 | Cehoslovacia    | – | Germania de Est  | 10-3 | (5-2, 1-0, 4-1) |
|                   | Suedia          | – | Finlanda         | 5-1  | (1-0, 2-1, 2-0) |
|                   | SUA             | – | Germania de Vest | 8-1  | (2-1, 4-0, 2-0) |
| 13 februarie 1968 | URSS            | – | Suedia           | 3-2  | (1-1, 0-0, 2-1) |
|                   | Cehoslovacia    | – | Canada           | 2-3  | (0-0, 0-3, 2-0) |
| 14 februarie 1968 | Finlanda        | – | Germania de Est  | 3-2  | (2-1, 1-0, 0-1) |
| 15 februarie 1968 | SUA             | – | Germania de Est  | 6-4  | (3-1, 1-1, 2-2) |
|                   | Canada          | – | Suedia           | 3-0  | (2-0, 0-0, 1-0) |
|                   | URSS            | – | Cehoslovacia     | 4-5  | (1-3, 1-1, 2-1) |
| 16 februarie 1968 | Finlanda        | – | Germania de Vest | 4-1  | (2-1, 1-0, 1-0) |
| 17 februarie 1968 | Germania de Est | – | Germania de Vest | 2-4  | (0-1, 1-2, 1-1) |
|                   | Finlanda        | – | SUA              | 1-1  | (1-1, 0-0, 0-0) |
|                   | Suedia          | – | Cehoslovacia     | 2-2  | (1-1, 0-1, 1-0) |
|                   | URSS            | – | Canada           | 5-0  | (1-0, 1-0, 3-0) |

| Loc | Echipa           | M | V | E | Î | GM | GP | DG  | Pct |
| --- | ---------------- | - | - | - | - | -- | -- | --- | --- |
| 1   | URSS             | 7 | 6 | 0 | 1 | 48 | 10 | +38 | 12  |
| 2   | Cehoslovacia     | 7 | 5 | 1 | 1 | 33 | 17 | +16 | 11  |
| 3   | Canada           | 7 | 5 | 0 | 2 | 28 | 15 | +13 | 10  |
| 4   | Suedia           | 7 | 4 | 1 | 2 | 23 | 18 | +05 | 9   |
| 5   | Finlanda         | 7 | 3 | 1 | 3 | 17 | 23 | −06 | 7   |
| 6   | SUA              | 7 | 2 | 1 | 4 | 23 | 28 | −05 | 5   |
| 7   | Germania de Vest | 7 | 1 | 0 | 6 | 13 | 39 | −26 | 2   |
| 8   | Germania de Est  | 7 | 0 | 0 | 7 | 13 | 48 | −35 | 0   |

### Clasament general
| 1  | URSS             |
| 2  | Cehoslovacia     |
| 3  | Canada           |
| 4  | Suedia           |
| 5  | Finlanda         |
| 6  | SUA              |
| 7  | Germania de Vest |
| 8  | Germania de Est  |
| 9  | Iugoslavia       |
| 10 | Japonia          |
| 11 | Norvegia         |
| 12 | România          |
| 13 | Austria          |
| 14 | Franța           |